# Fahid Ben Khalfallah
Fahid Ben Khalfallah (in arabo فهيد بن خلف الله‎?; Péronne, 9 ottobre 1982) è un ex calciatore tunisino con passaporto francese, di ruolo centrocampista o attaccante.

## Carriera
Il 20 aprile 2018, a seguito dell'eliminazione dei Brisbane Roar dai playoff, annuncia il proprio ritiro dal calcio.

## Palmarès

### Club

#### Competizioni nazionali
- Coppa di Francia: 1

Bordeaux: 2012-2013
- Premier's Plate: 1

Melbourne Victory: 2014-2015
- Campionato australiano: 1

Melbourne Victory: 2014-2015
- FFA Cup: 1

Melbourne Victory: 2015

### Individuale
- Trophées UNFP du football: 1

Squadra ideale della Ligue 2: 2008